# Straja (okręg Neamț)
Straja – wieś w Rumunii, w okręgu Neamț, w gminie Tarcău. W 2011 roku liczyła 605 mieszkańców.